# Вулиця Василя Сухомлинського (Київ)
Ву́лиця Василя́ Сухомли́нського — вулиця в Деснянському районі міста Києва, котеджне селище Деснянське. Пролягає від вулиці Лейбніца до вулиці Андрія Сови.
Прилучається безіменний проїзд до вулиці Миколи Гришка.

## Історія
Сформувалася на початку 2010-х років як одна з вулиць котеджного селища Деснянське. Сучасна назва на честь українського письменника Василя Сухомлинського — з 2011 року.